# Avenida Roberto Goyeneche
La avenida Parque Roberto Goyeneche es una arteria vial de la ciudad de Buenos Aires, Argentina, de los barrios de Villa Urquiza y Saavedra.
Su nombre homenajea a Roberto Goyeneche (1926-1994), quien fue un cantor de tango argentino.
Es una de las principales avenidas del barrio de Saavedra y la misma conecta la Avenida Congreso con la Avenida General Paz, convirtiéndose en una extensión natural de la Autopista Acceso Norte.

## Historia

### Plan de Autopistas Urbanas (1976)
En 1976, tras el golpe de Estado que derroca a María Estela Martínez de Perón, Osvaldo Cacciatore es designado intendente de la Ciudad de Buenos Aires por el nuevo gobierno militar.
Entre sus numerosos planes, Cacciatore emprendió la realización de un ambicioso Plan de Autopistas Urbanas con régimen de peaje, que con diversas modificaciones ya se venía planteando y estudiando desde los años ´30 y ´40. El 10 de junio de 1977 se realizó una licitación internacional para las empresas interesadas en la construcción inmediata de dos de ellas: la Autopista 25 de Mayo (AU1) y la Perito Moreno (AU6).
Poco después, el gobierno municipal anuncia el inicio de los trabajos para otra nueva autopista: la Autopista Central (AU-3), una nueva vía rápida que recorrería la ciudad de Buenos Aires desde la Av. General Paz, en el barrio de Saavedra, hasta Puente Alsina en Nueva Pompeya atravesando los barrios de Villa Urquiza, Coghlan, Belgrano, Villa Crespo, Almagro y Parque Patricios.
Pese a las quejas de los vecinos afectados, Cacciatore avanza en las obras y logra vaciar unas 800 propiedades a través del sistema de indemnización. El primer paso era obviamente liberar la traza de la futura autopista y las expropiaciones comenzaron desde Saavedra (Panamericana y Gral. Paz) hacia Nueva Pompeya. Por esta razón, en el norte se concentró la mayor cantidad de casas expropiadas: entre las avenidas Congreso y Juan B. Justo, por ejemplo, se desocuparon 713 viviendas.
Las Autopistas Urbanas 1 y 6 llegan a ser habilitadas al tránsito automotor el 6 de diciembre de 1980, como parte de los festejos por el IV Centenario de la Ciudad de Buenos Aires.
Poco después la situación económica y política se vuelve adversa al gobierno y en 1982 prácticamente se paraliza la construcción de las autopistas: se detienen las obras ya empezadas, como por ejemplo la AU-7 (queda a medio construir y recién se inaugura parcialmente en el 2000 como Autopista Presidente Héctor Cámpora), y por otra parte se suspenden las demoliciones en el trazado de la AU-3.
Debido a esta medida se salvan de la demolición muchos inmuebles desde Chacarita hasta el Riachuelo. Sin embargo, el tramo entre Saavedra y Chacarita se vio seriamente perjudicado, ya que gran parte de las casas desocupadas quedaron abandonadas y nunca se demolieron. Estas viviendas terminarían siendo usurpadas, tras la debacle de la dictadura y el inicio de la democracia. 
La situación de la traza norte presentaba tres situaciones distintas, con respecto al grado de avance que habían tenido las demoliciones: 
- Tramo Av. Gral. Paz - Av. Congreso: este tramo había sido prácticamente demolido en su totalidad.
- Tramo Av. Congreso - Av. de los Incas: representaba el sector más conflictivo, con manzanas parcialmente demolidas y gran cantidad de viviendas usurpadas. Además, se trataba del área de mayor valor inmobiliario de toda la traza, ya que lindaba con los barrio de Coghlan y Belgrano.  
- Tramo Av. de los Incas - Av. Juan B. Justo: presentaba muy pocas demoliciones y pero sí varias propiedades usurpadas. Sin embargo, el deterioro urbano era mucho menor al generado en los otros dos sectores.

### Situación desde 1990
En 1994, la Municipalidad porteña (durante la gestión de Saúl Bouer), conjuntamente con la firma de los contratos de concesión del Acceso Norte y de la General Paz a la empresa Autopistas del Sol S.A., anunció la intención de extender la ruta Panamericana mediante una autopista elevada, de tan solo algunas cuadras, aprovechando los terrenos baldíos que habían quedado entre la Av. General Paz y la Av. Congreso. Sin embargo, el alto grado de contaminación ambiental, la desvalorización de las viviendas y la división del barrio fueron las razones que impulsaron a los vecinos a oponerse totalmente a la medida.
La iniciativa se reformuló y cobró fuerza durante la intendencia de Jorge Domínguez, quien pretendía convertirse en el primer jefe de Gobierno electo de la ciudad (elecciones de 1996). La propuesta de una autopista elevada se eliminó definitivamente, y en su lugar se propuso la construcción de una avenida de acceso rápido. 
El proyecto elaborado por la gestión de Domínguez ocupaba prácticamente todo el sector vacante: entre la Gral. Paz y la Avenida Ricardo Balbín la nueva vía rápida tendría dos manos, con nueve carriles para el sentido hacia la Av. Congreso y tres carriles en el sentido hacia la Panamericana.
Desde la avenida Ricardo Balbín hasta Congreso la mano que ingresaba a la ciudad tendría seis carriles y la que iba hacia la General Paz dos.
La obra sería construida por la empresa Autopistas del Sol S.A. (concesionario de la Panamericana y la Gral. Paz) y el mantenimiento correría por cuenta de la Municipalidad.
La avenida contaría con semáforos en casi todos los cruces y se programaría un sistema de "onda verde" para el sentido General Paz-Congreso.
Sin embargo, como era de esperar, los vecinos presentaron nuevamente sus quejas: la nueva avenida traería mayor ruido y tránsito a una zona tradicionalmente tranquila; la vía rápida pasaba pegada a los frentes de las casas, sin ningún fuelle para el tránsito vecinal, lo que generaba un riesgo para los frentistas; y se sacrificaban casi todos los espacios verdes. 
Durante la gestión de Fernando De la Rúa, atendiendo al reclamo de los vecinos se volvió a modificar el proyecto: en el tramo Av. General Paz - García del Río, la senda central se desplazaría hacia la calle Holmberg, para dejar lugar a una calle lateral de tránsito vecinal, con tres carriles que coincidiría con la calle Donado, separada de la vía rápida por un bulevar. Así mismo se pactaron otras modificaciones que tendieron a privilegiar espacios verdes no incluidos en el plan original. En esta ocasión, los vecinos se mostraron, en su mayoría, conformes con el proyecto. 
La construcción de la obra se realizó durante los años 1997 y 1998. Con el tiempo la avenida cambió de nombre, en los primeros proyectos fue la Avenida Multicarril y luego comenzó a llamarse Avenida Parque, nombre con el que fue inaugurada y se mantuvo por mucho tiempo. Finalmente, en el año 2004, la avenida volvió a cambiar de nombre, esta vez a Avenida Parque Roberto Goyeneche, en honor al ilustre vecino del Barrio de Saavedra. Este nombre es el que posee actualmente.

### Proyecto de extensión
En 1999, la Legislatura de la Ciudad de Buenos Aires, aprobó la Ley 324, para la recuperación de la traza de la ex AU-3. Para llevarlo a cabo se emprendió el Plan de Soluciones Habitacionales mediante diversas alternativas (crédito; compra del inmueble usurpado; adjudicación de viviendas del IVC; etc.) para que las familias ocupantes pudiesen acceder a una vivienda definitiva.
Con respecto al sector de la traza comprendido entre la Av. Congreso y la Av. de los Incas (el más conflictivo de todos), la ley estableció que debía ejecutarse una intervención urbana de rezonificación y reestructuración. Para ello, la Subsecretaría de Planificación del Gobierno de la Ciudad presentó un proyecto, contemplando la construcción de una avenida con bulevar central, espacios verdes y veredas ensanchadas, como natural continuación de la Avenida Parque. Además la nueva avenida contaría con un túnel bajo las vías del Ferrocarril Mitre a la altura de la Estación Luis M. Drago.
La nueva vía de circulación consolidaría un eje conformado por las avenidas Córdoba, Álvarez Thomas, Parque (hoy Roberto Goyeneche) y finalmente la Autopista Panamericana. Sin embargo, durante los siguientes diez años, los avances fueron nulos o escasos, sin que se llegara a un consenso sobre el plan de urbanización. 
Finalmente, en 2009, el gobierno de Mauricio Macri, se sepultó la posibilidad de extender la Avenida Roberto Goyeneche hasta Av. de los Incas, posibilitando su conexión con la Av. Álvarez Thomas. En su lugar se reurbanizó la zona como un paseo comercial entre las calles Franklin Roosevelt y La Pampa y se asfaltaron las calles Donado y Holmberg (hasta entonces adoquinadas), con sendos pasos bajo nivel con el Ferrocarril General Bartolomé Mitre en las inmediaciones de la Estación Dr. Luis María Drago, como un paliativo de conexión del frustrado proyecto.

## Recorrido
A continuación, un mapa esquemático de las intersecciones de esta avenida.
| RMq | MWNODEa | RMq | lAMPEL |

| STRq | RMKRZ | CONTf@Fq | lAMPEL |

| CONTg@Gq | RMKRZ | STRq | lAMPEL |

| STRq | RMKRZ | CONTf@Fq | lAMPEL |

| CONTg@Gq | RMKRZ | STRq | lAMPEL |

| CONTg@Gq | RMKRZ | STRq | lAMPEL |

| STRq | RMKRZ | CONTf@Fq | lAMPEL |

| CONTg@Gq | RMKRZ | STRq | lAMPEL |

| STRq | RMKRZ | CONTf@Fq | lAMPEL |

| CONTg@Gq | RMKRZ | STRq | lAMPEL |

| RMq | RMKRZ | RMq | lAMPEL |

|  | RM |

| RMq | RMKRZ | RMq | lAMPEL |

|  | RM |

| STRq | RMKRZ | CONTf@Fq | lAMPEL |

| lNAT | RM |  |  |

| CONTg@Gq | RMKRZ | STRq | lAMPEL |

|  | RM |

| RMq | RMIcu | RMq |  |

|  | RMCONTf |